# Влодзімеж (Радомщанський повіт)
Влодзімеж (пол. Włodzimierz) — село в Польщі, у гміні Каменськ Радомщанського повіту Лодзинського воєводства.
Населення — 118 осіб (2011).
У 1975-1998 роках село належало до Пйотрковського воєводства.

## Демографія
Демографічна структура станом на 31 березня 2011 року:
|          | Загалом | Допрацездатний вік | Працездатний вік | Постпрацездатний вік |
| -------- | ------- | ------------------ | ---------------- | -------------------- |
| Чоловіки | 50      | 11                 | 36               | 3                    |
| Жінки    | 68      | 17                 | 32               | 19                   |
| Разом    | 118     | 28                 | 68               | 22                   |